# Paraguay világörökségi helyszínei
Paraguay területéről eddig egy helyszín került fel a világörökségi listára, hat helyszín a javaslati listán várakozik a felvételre. 
| | La Santísima Trinidad de Paraná és a Jesús de Tavarangue jezsuita missziók |
| 1993 |                                                                            |
| Kulturális (IV) |                                                                            |
| Védett terület: 27,88 ha, puffer zóna: 37,31 ha, hivatkozás: 648 |                                                                            |
| 1609-ben a spanyol király a jezsuitáknak adományozta Paraguay déli részét, akik missziós falvakat kezdtek építeni a bennszülöttek számára. Hasonló falvakat hoztak létre a mai Brazília és Argentína területén is. Paraguayban a Paraná-folyó mentén harminc ilyen telepet alapítottak, amelyek a bennszülöttek keresztény hitre való térítésének helyszínei voltak. A falvakban a hittérítők együtt dolgoztak a helyi lakosokkal, mesterségeket, mezőgazdasági technológiákat tanítottak nekik, és igyekeztek megvédeni őket a gyarmatosítóktól, akik rabszolgaként tekintettek rájuk. A világörökségi helyszínhez két misszió, a La Santissima Trinidad de Paraná és a Jesús de Tavarangue romjai tartoznak. A La Santissima Trinidad de Paraná település gyakorlatilag már egy kis város volt. Épületeit az úgynevezett guarani barokk stílusban emelték, ami ötvözte az európai stílusjegyeket a helyi építészet formakincsével. Ez volt a legaktívabb misszió, a 18. század elején épült templomát a neves jezsuita építész Juan Bautista Primoli tervezte. A három fennmaradt templom közül ez van a legjobb állapotban. Ezen kívül mindkét misszió területén további templomok, valamint iskolák és temetők maradványait azonosították. |                                                                            |

## Elhelyezkedése
| Jezsuita missziók |